# لبه فردا
لبهٔ فردا (به انگلیسی: Edge of Tomorrow) یک فیلم علمی تخیلی آمریکایی با بازی تام کروز و امیلی بلانت محصول ۲۰۱۴ به کارگردانی داگ لیمان که اقتباسی از رمان ژاپنی فقط باید بکشی از هیروشی ساکورازاکا می‌باشد. ماجرای این فیلم در زمانی از آینده که در آن زمین توسط یک نژاد بیگانه مورد هجوم قرار گرفته‌است اتفاق می‌افتد. کروز در نقش بیل کیج ایفای نقش می‌کند. یک افسر روابط عمومی، بدون هیچ تجربه جنگی که توسط مافوق خود دستور دارد در خط مقدم یک عملیات بسیار مهم علیه بیگانگان شرکت کند. اگرچه او در میدان جنگ کشته می‌شود، اما خود را گرفتار یک حلقه زمانی می‌بیند که با هربار کشته شدن او را به روز قبل از جنگ بازمی‌گرداند. کیج به همراه ریتا ورتاکسی (بلانت)، یک جنگجو نیرو ویژه گروهی تشکیل می‌دهد تا راهی برای شکست دادن موجودات فرا زمینی بیابند. تمامی حقوق این انیمه در اواخر سال ۲۰۰۹ به صورت فیلم‌نامه ویژه به استودیو برادران وارنر فروخته شد و ویلیج رودشو پیکچرز هم به تهیه‌کنندگی این فیلم به برادران وارنر اضافه شد. استودیو ساخت این فیلم را با مشارکت ۳ آرتز، ویز مدیا ناشر رمان و شرکت تولید استرالیایی رودشو شروع کرد. در اواخر سال ۲۰۱۲ فیلمبرداری در استودیو لیوسدن برادران وارنر واقع در حومه لندن آغاز و حتی برخی صحنه‌ها در میدان ترافالگار هم فیلم گرفته شد. برای جلوه‌های ویژه این فیلم از نه شرکت کمک گرفته شد.
این فیلم در تعطیلات آخر هفته ۳۰ مه ۲۰۱۴ در ۲۸ کشور شامل بریتانیا، برزیل، آلمان، اسپانیا، و اندونزی اکران شد. علاوه بر آن در تعطیلات آخر هفته ۶ ژوئن ۲۰۱۴ این فیلم در مناطق دیگری مانند آمریکا شمالی (ایالات متحده آمریکا و کانادا)، استرالیا، چین و روسیه به روی پرده‌های سینما آمد. این فیلم بیش از ۳۷۰ میلیون دلار در اکران جهانی فروش داشت و نقدهای مثبتی از منتقدان دریافت کرد.
تام کروز که به کارهای نمایشی خود در فیلم‌هایش شهره است، در این فیلم نیز به همراه امیلی بلانت با پوشیدن لباس‌های فلزی به ایفای نقش می‌پردازند.

## خلاصه داستان
داستان این فیلم دربارهٔ سربازی به نام ویل کیج (با بازی تام کروز) است که در آینده‌ای نزدیک پس از کشته شدن در جنگی علیه بیگانگان، بار دیگر زنده می‌شود و به موقعیت قبلی خود بازمی‌گردد، این امر باعث می‌شود تا او با هر بار کشته شدن توانایی خود را نیز افزایش داده تا حتی بتواند به گونه‌ای سرنوشت خود را تغییر دهد. این فیلم را بیشتر می‌توان یک فیلم در رابطه با عشق و ثمرات آن نیز بحساب آورد. عشقی که باعث می‌شود سربازی ترسو به نجات دهنده دنیا و خود تبدیل شود و با از خودگذشتگی ناباورانه دوباره عشقش را به‌دست آورد. این اولین نگاه بین این سرباز و ریتا است که فراتر از زمان به هم پیوند می‌خورد و همین عشق بین این دو است که دنیا و خودشان را نجات می‌دهد.

## بازیگران
- تام کروز در نقش سرگرد ویلیام کیج
- امیلی بلانت در نقش ریتا ورتاسکی
- بیل پاکستون در نقش سرگروهبان فارل
- برندن گلیسون در نقش ژنرال بریگام
- کیک گوری در نقش گریف
- درگومیر مرسیک در نقش کانتز
- شارلوت رایلی در نقش نانسی
- یوناس آرمسترانگ در نقش اسکینر
- نوآه تیلور در نقش دکتر کارتر

## بازخوردها
این فیلم تا حد زیادی بازخوردهای مثبتی از منتقدان دریافت کرد، کارگردانی لیمان، طراحی بیگانگان، اجرای کروز و بلانت، و توانایی پیش‌فرض حلقه زمانی برای تازه ماندن را ستودند. با این حال، برخی از منتقدان با نتیجه گیری فیلم مشکل داشتند. بر اساس ۳۳۵ نقد، وب‌سایت جمع‌آوری نقد راتن تومیتوز گزارش می‌دهد که ۹۱ درصد از منتقدان با میانگین امتیاز ۷.۵ از ۱۰ نقد مثبتی به فیلم داده‌اند. اجماع انتقادی این وب‌سایت می‌گوید: «که تام کروز هنوز توانایی تحمل وزن یک فیلم اکشن پرفروش را دارد.» در متاکریتیک، این فیلم دارای میانگین وزنی ۷۱ از ۱۰۰ است که بر اساس بررسی های ۴۳ منتقد، نشان دهنده «بررسی های عموماً مطلوب» است.  تماشاگران در نظرسنجی سینماسکور به فیلم نمره متوسط «B+» در مقیاس A+ تا F دادند.